# 布朗斯顿 (佛罗里达州)
布朗斯顿（Blountstown）是美国佛罗里达州卡尔霍恩县的一个小镇。在美国2000年人口普查时，全镇人口为2444。该镇也是卡尔霍恩县的县治。

## 地理
布朗斯顿位于30°26′35″N 85°02′43″W / 30.442957°N 85.045402°W。
根据美国人口调查局的数据，全镇总面积8.3 km²(3.2 sq mi)，其中3.2 平方英里(8.3 km²) 是陆地，其余0.31%是水域。

## 人口统计
截至2000年的人口普查，全镇共有2444居民，913户和595个家庭。人口密度是767.2每平方英里(295.8/km²)。 该镇1046个住房单位平均密度为328.4个每平方英里(126.6/km²)。全镇人口65.18%是白种人，31.79%是非洲裔美国人，1.27%是美国土著，0.33%是亚裔，0.08%是太平洋岛民，0.29%来自其他种族，还有1.06%是混血。西班牙裔和拉丁美洲裔分别占总人口的0.70%。
全镇913户中，27.4%有18岁以下的孩子和他们居住，40.6%户是已经结婚的，21.6%户已婚丧夫的家庭，还有34.8%户是非家庭。913户的31.8%由个人组成，17.9%户居住着65岁及以上的独居老人。平均每户有2.39人，每个家庭2.99人。
全镇18岁以下的儿童及青少年占总人口的23.2%，8.1%的人口居于18岁到24岁之间，22.1%的人口居于25岁到44岁之间，21.3%的人口居于45岁到64岁之间，还有25.3%的人口是65岁以上的老年人。人口平均年龄为42岁，男女比例为 1:1.3。

## 教育
- 布朗斯顿高中

## 知名人物
- 富勒·华伦 - 第30任佛罗里达州州长。